# 笄石菖
笄石菖（学名：Juncus prismatocarpus）为灯心草科灯心草属的植物。分布于泰国、斯里兰卡、新西兰、澳大利亚、印度、马来西亚、日本、俄罗斯东部、台湾岛以及中国大陆的浙江、云南、四川、山东、广西、湖南、福建、西藏、贵州、安徽、海南、江苏、江西、广东、湖北等地，生长于海拔500米至1,800米的地区，多生于田地、疏林草地、路旁沟边、溪边以及山坡湿地，目前尚未由人工引种栽培。

## 别名
江南灯心草（中了高等植物图鉴），水茅草（江苏植物志）

## 异名
- Juncus leschenaultii J. Gay ex Laharpe
- Juncus prismatocarpus R. Br. var. leschenaultii (Gay) Buch.
- Juncus prismatocarpus R. Br. var. leschenaultii J. Gay ex Laharpe
- Juncus prismatocarpus R. Br. var. teretifolius K. F. Wu